# Taylor Swift's Reputation Stadium Tour
Il Taylor Swift's Reputation Stadium Tour, stilizzato in Taylor Swift's reputation Stadium Tour, è stato il quinto tour di concerti della cantautrice statunitense Taylor Swift, a supporto del suo sesto album in studio Reputation (2017).
Il tour, partito da Glendale il 9 maggio 2018, è terminato il 21 novembre a Tokyo dopo un totale di 53 spettacoli.
Il 13 dicembre successivo, in occasione del suo trentunesimo compleanno, Swift annunciò l'uscita su Netflix, prevista per il 31 dicembre, di un film concerto tratto dal tour.

## Antefatti
La prima tappa americana del tour, comprendente di 27 spettacoli tra Stati Uniti e Canada, è stata annunciata la mattina del 13 novembre 2017.  Il 30 novembre, a causa dell'elevata richiesta, sono stati annunciati degli spettacoli aggiuntivi in diverse città statunitensi. Il 1º dicembre è stata annunciata la tappa europea del tour, con sei spettacoli a Manchester, Dublino e Londra, mentre il 3 dicembre quella australiana. Durante il mese di gennaio 2018, sono inoltre state aggiunte altri spettacoli alla tappa statunitense, a causa dell'alta richiesta, arrivando ad un totale di 40 spettacoli in Nord America. L'8 maggio è stata annunciata la tappa asiatica del tour, comprendente due date a Tokyo il 20 e 21 novembre.
Il 1º marzo è stato annunciato che Camila Cabello e Charli XCX sarebbero state le artiste di apertura del tour. Il 10 settembre 2018 è stato annunciato che il duo indie pop neozelandese Broods aprirà gli spettacoli in Australia e Nuova Zelanda insieme alla già annunciata Charli XCX.
I biglietti sono in vendita dal 13 dicembre 2017. Per questo tour, Swift ha collaborato insieme al rivenditore statunitense Ticketmaster attraverso un programma di bundle, denominato Taylor Swift Tix, che garantirà ai fan di accedere ad una prevendita dedicata per ottenere senza problemi i biglietti, riducendo notevolmente le azioni di bagarinaggio. Infatti, coloro che volessero acquistare un biglietto per il tour possono iscriversi al sito dedicato ed essere messi in una lista d'attesa, all'interno della quale è possibile guadagnare priorità attraverso vari metodi, come acquisto di merchandise, attività sui social o preordini dell'album.

## Critica
Il tour ha ricevuto recensioni positive, venendo acclamato da diverse fonti come il miglior tour della carriera di Swift ed il miglior tour del 2018. Ed Masley, scrivendo per The Arizona Republic, dice che "ci sono stati molti momenti nel corso dello spettacolo in cui sembrava che Swift stesse suonando soltanto per alcuni fan nelle ultime file dello stadio", complimentandosi per la produzione del tour e sottolineando la connessione della cantante con il pubblico. Jim Harrington del The Mercury News ha invece acclamato i miglioramenti della vocalità della cantante e delle sue abilità di esibizione nel corso degli anni. Chris Tuite, della CBS San Francisco, ha scritto: "L'unica cosa più importante della cantante stessa durante il suo spettacolo pieno di cambi di costume sono i serpenti enormi e dall'aspetto vizioso che appaiono simbolicamente in tutto il set". Michael Tritsch del 303 Magazine ha scritto che "la reputazione di questo spettacolo si è fatta strada nei libri di storia".

## Successo commerciale

### Incassi e record
Dopo quattro giorni di vendita attraverso il programma Taylor Swift Tix e tre di vendite tradizionali, il tour aveva già incassato 180 milioni di dollari soltanto dagli iniziali 33 spettacoli nordamericani, a cui in seguito ne sono stati aggiunti altri a causa dell'elevata richiesta.
I primi sette spettacoli del tour hanno venduto 390.000 biglietti con un incasso di 54 milioni di dollari, facendo arrivare Swift alla cima della classifica Hot Tours di Billboard nel mese di giugno 2018. Grazie agli spettacoli completamente sold out, la cantante è rimasta in cima alla classifica anche durante il mese successivo, con un ricavo totale stimato in più di 130 milioni di dollari.
Secondo StubHub il tour è il tour femminile ad aver venduto di più nel 2018 nel Regno Unito.
Il Taylor Swift's reputation Stadium Tour ha anche battuto numerosi record in termini di biglietti venduti e incassi. Per la data di debutto a Glendale sono stati venduti 2.633 biglietti in più rispetto ai precedenti detentori del record, i One Direction con il loro Where We Are Tour, con un incasso totale di 7,2 milioni di dollari, 2 milioni in più rispetto all'incasso dei Metallica dell'anno prima. Con un incasso di 14 milioni di dollari e 107.000 biglietti venduti ha inoltre battuto il suo stesso record al Levi's Stadium, ottenuto con il The 1989 World Tour del 2015, oltre ad aver battuto numerosi record precedentemente detenuti dagli U2 al Rose Bowl, al CenturyLink Field e allo Sports Authority Field at Mile High.
Swift è inoltre diventata la prima donna ad esibirsi al Croke Park di Dublino per due sere consecutive, con circa 136.000 biglietti venduti. Inoltre, è stata la prima donna nella storia ad esibirsi per tre serate consecutive al MetLife Stadium di East Rutherford e al Gillette Stadium di Foxborough.
Il 21 agosto 2018, contando soltanto gli incassi delle prime 27 serate, il Taylor Swift's reputation Stadium Tour è diventato il tour di un'artista femminile con il maggior incasso nel Nord America, con un guadagno di 191,1 milioni di dollari negli Stati Uniti e 202,3 milioni in tutto il Nord America; con questo traguardo Swift ha superato il suo stesso record ottenuto nel 2015 con il The 1989 World Tour, che aveva incassato 181,5 milioni di dollari negli Stati Uniti e 199,4 milioni nel Nord America.
Mondialmente il tour ha incassato circa 345 milioni di dollari.

## Sinossi
Lo show inizia con un video dove vengono mostrati brevi filmati in bianco e nero di Taylor Swift, mentre si possono udire varie persone parlare di lei. Alla fine del video, l'artista entra in scena vestita di nero ed esegue ...Ready for It?. Durante la performance, i ballerini hanno abiti da guerrieri e delle colonne di fumo si alzano dal palco ad ogni ritornello. Viene poi eseguita I Did Something Bad con l'ausilio di fuochi d' artificio. Successivamente, Swift esegue Gorgeous con le ballerine, per poi passare ad un medley di tre suoi successi, ossia Style, Love Story e You Belong with Me.
La seconda sezione inizia con un video che mostra mix di alcuni video musicali della cantante, per poi passare ad un primo piano della sua faccia, che per un attimo sembra avere un'espressione maligna. Al termine di quest'ultimo, Swift emerge da sotto il palco ed esegue Look What You Made Me Do, con l'ausilio di un gigantesco cobra finto e di una struttura dondolante color oro, decorata con dei finti serpenti. Taylor e i suoi ballerini scendono poi dall'impalcatura, per eseguire End Game e King Of My Heart, durante la quale vengono suonati dei grandi tamburi.
Delicate apre la terza sezione e viene eseguita sopra una piccola piattaforma adornata di luci, che vola sul pubblico e porta la cantante sul primo dei b-stage. Si passa poi a Shake It Off, durante la quale la Swift viene raggiunta da Camila Cabello e Charli XCX e il palco viene invaso da luci arcobaleno. A questo punto i ballerini e le altre due artiste lasciano il palco, avviene un rapido cambio di abito e Swift esegue delle versioni alla chitarra di Dancing With Your Hands Tied e una canzone diversa a sorpresa (conosciuta tra i fan come "surprise song"). La cantante si sposta sul secondo b-stage - solitamente passando tra la folla - ed è il turno di Blank Space, eseguita con l'ausilio di luci blu, e Dress, con un elegante abito nero che la cantante si toglie alla fine dell'esibizione. Per il brano seguente, ossia un mash-up di Bad Blood e Should've Said No, un'ulteriore piattaforma con le sembianze di uno scheletro di serpente, sulla quale Taylor Swift esegue parte del brano, raggiunge il b-stage e trasporta la cantante sul palco principale, dove conclude il pezzo.
Il quarto atto è aperto da Don't Blame Me, durante la quale l'artista indossa un abito munito di gonna con lo spacco. In seguito, Taylor si siede al pianoforte ed esegue un medley di Long Live e New Year's Day.
Il brano seguente è introdotto da una serie di scene girate nel deserto (con Taylor che ricorda molto la sua versione nel video di Out Of The Woods), che fanno da sfondo ad una delle poesie scritte dalla cantante, "Why She Disappeared" contenuta nella versione dell'album in allegato ai magazine. La canzone che viene introdotta è Getaway Car, durante la quale continuano ad essere proiettate sullo schermo immagini degli stessi paesaggi naturali in cui sono state girate le scene dell'introduzione.
Chiudono lo show Call It What You Want, al termine della quale dei coriandoli che ricordano giornali vengono sparati in aria, e un mash-up di We Are Never Ever Getting Back Together e This Is Why We Can't Have Nice Things, eseguito con un'atmosfera da festa e delle fontane danzanti.
Al termine del brano, Taylor saluta il pubblico e lascia la scena, mentre vengono sparati dei fuochi d'artificio. So It Goes viene mandata in sottofondo mentre lo stadio si svuota.

## Scaletta
...Baby Let The Games Begin - Intro
1. ...Ready for It?
2. I Did Something Bad
3. Gorgeous

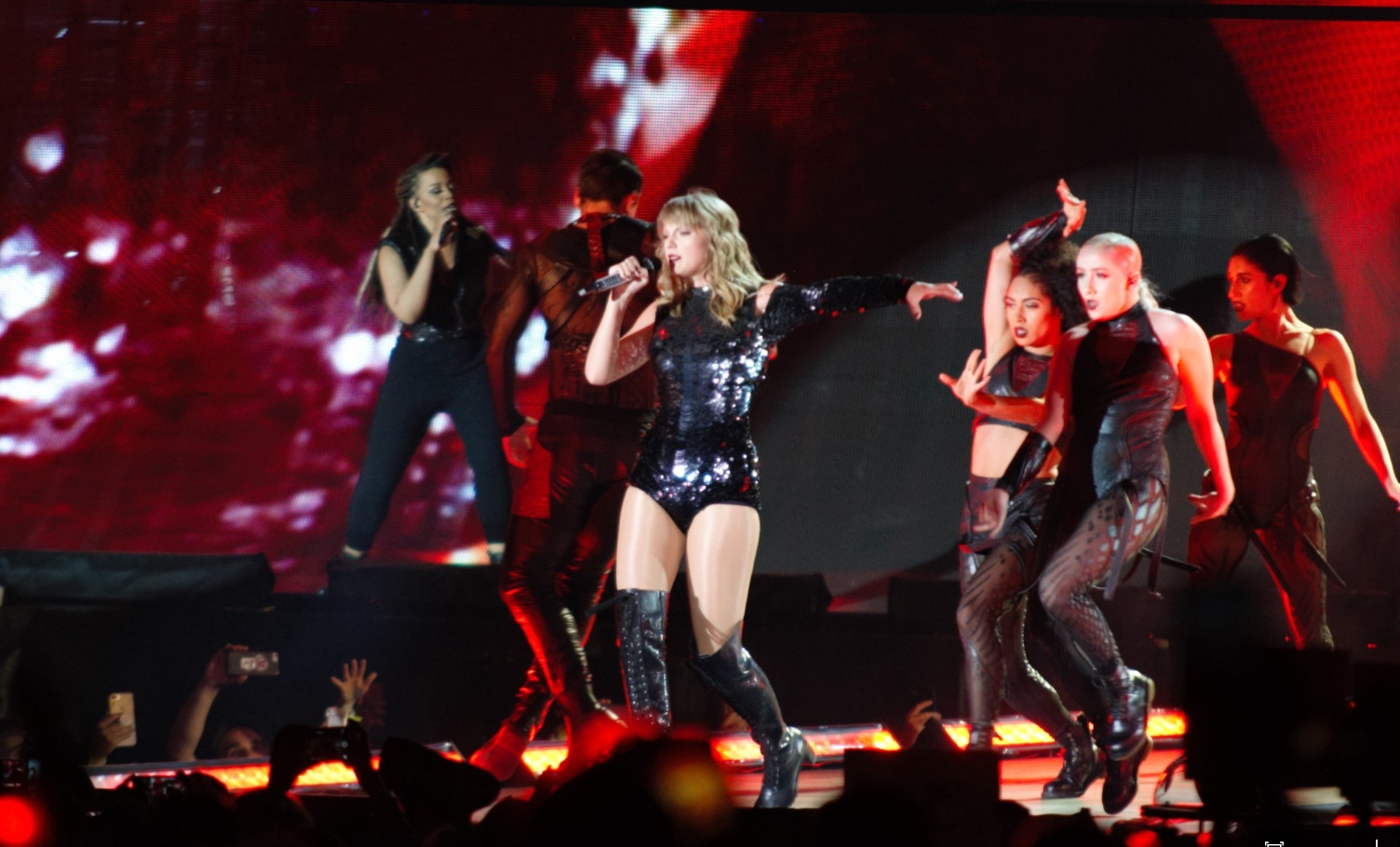
Taylor Swift in concerto a Denver.

4. Style / Love Story / You Belong with Me

Memories (Interlude)
1. Look What You Made Me Do
2. End Game
3. King Of My Heart

I Don't Wanna Live Forever (Interlude)
1. Delicate
2. Shake It Off (eseguita insieme a Camila Cabello e Charli XCX)
3. Dancing With Our Hands Tied (versione acustica)
4. Canzone a sorpresa (diversa in ogni data)
5. Blank Space
6. Dress
7. Bad Blood / Should've Said No

Meet The Fucking Band (Interlude)
1. Don't Blame Me
2. Long Live / New Year's Day

Why Did She Disappear? (Interlude)
1. Getaway Car
2. Call It What You Want
3. We Are Never Ever Getting Back Together / This Is Why We Can't Have Nice Things

### Variazioni della scaletta
- Il 10[30], il 14[31] e il 22 luglio[32], il 4 agosto[33], il 1º settembre[34] e il 21 novembre[35] Dancing With Our Hands Tied è stata sostituita da So It Goes...;
- Il 14 luglio, a causa di un imprevisto problema della piattaforma fluttuante sulla quale è stata eseguita Delicate, l'artista ha improvvisato una versione a cappella di Our Song e Wildest Dreams in attesa che il problema venisse risolto[31];
- Il 21 luglio, a causa dell'anniversario della fine di un processo che ha affrontato contro una molestia sessuale, durante il medley Long Live / New Year's Day ha cantato anche Clean[36];
- Il 28 agosto, prima dell'esibizione di Delicate, la cantante ha dedicato un minuto di silenzio ad Aretha Franklin, scomparsa qualche settimana prima a Detroit, città in cui Swift si stava esibendo[37];
- Il 19 ottobre, a causa dell'assenza di Camila Cabello, Shake It Off viene cantata soltanto da Swift[38];
- Dal 26 ottobre, Shake It Off torna ad essere cantata insieme a Georgia Nott dei Broods e Charli XCX.[39]
- Il 2 novembre il concerto è iniziato in ritardo a causa del maltempo ed inoltre, a causa della pioggia perdurata per tutto il concerto, Dancing With Our Hands Tied non è stata eseguita.[40]

### Canzoni a sorpresa
Le "surprise songs" delle varie serate sono state:

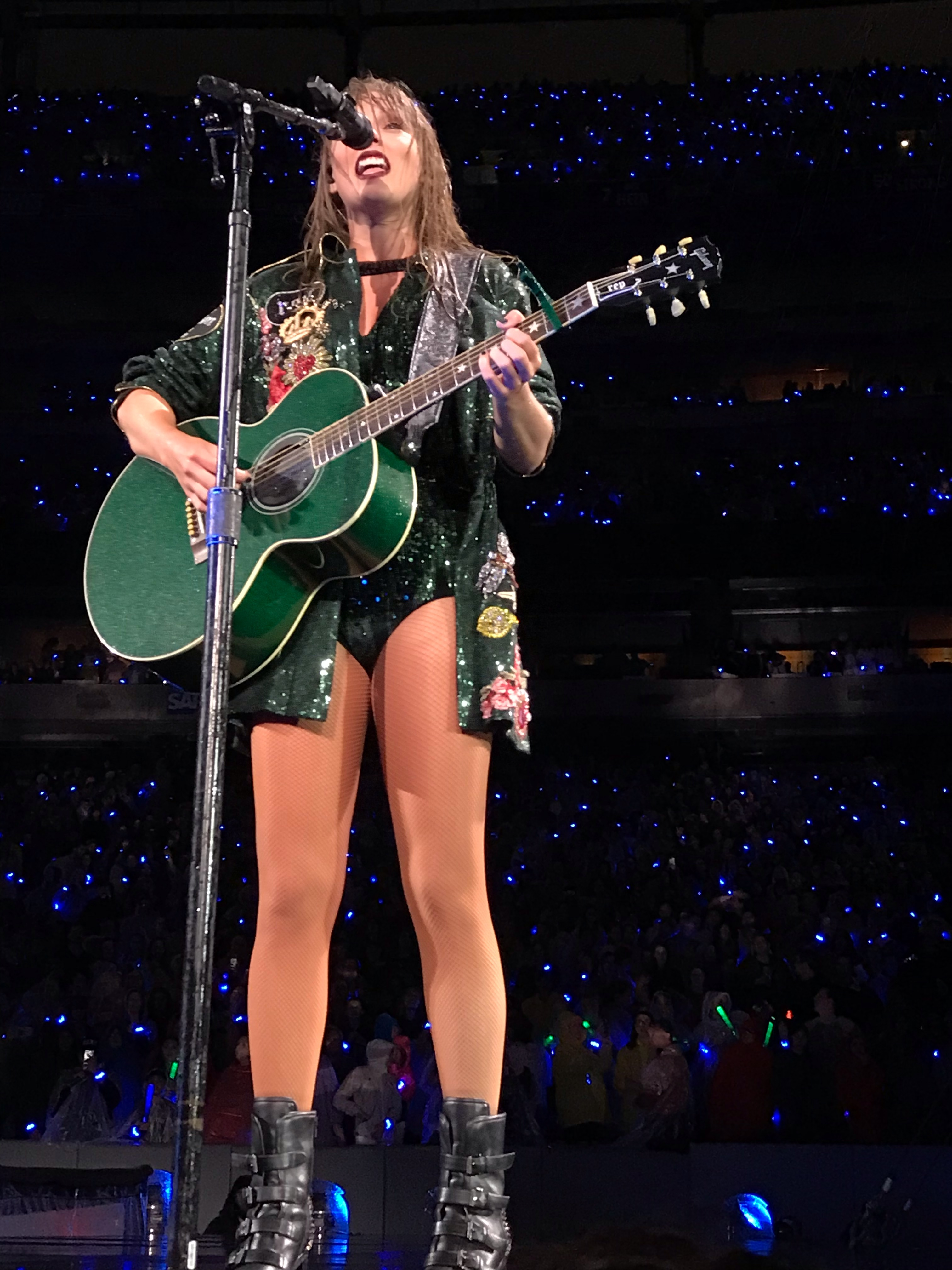
Taylor Swift interpreta "Fearless" in New Jersey.

- 8[41], 19 maggio[42] e 6 ottobre[43]: All Too Well;
- 11 maggio[44] e 21 novembre[35]: Wildest Dreams;
- 12 maggio: The Best Day[45] (in occasione della Festa della Mamma);
- 18 maggio: Red[46];
- 22 maggio: Holy Ground[47];
- 25 maggio: Teardrops On My Guitar[48];
- 1º giugno: Our Song[49];
- 2 giugno[50], 26 luglio[51] e 2 novembre[40]: 22;
- 8 giugno: I Knew You Were Trouble[52];
- 9 giugno: I Don't Wanna Live Forever[53];
- 15 giugno: Mean[54];
- 16 giugno: How You Get The Girl[55];
- 22 giugno: So It Goes...[56];
- 23 giugno: Fifteen[57];
- 30 giugno: Mine[58];
- 7 luglio: Sparks Fly[59];
- 10 luglio: State of Grace[30];
- 11 luglio: Haunted[60];
- 13 luglio: Never Grow Up[61];
- 14 luglio: Treacherous[31];
- 17 luglio: Babe[62] (cover del duo Sugarland);
- 20 luglio: Welcome to New York[63];
- 21 luglio: Fearless[36];
- 22 luglio: Enchanted[32];
- 27 luglio: Change[64];
- 28 luglio: Ours[65];
- 3 agosto[66] e 9 novembre[67]: Out of the Woods;
- 4 agosto: Come Back...Be Here[33];
- 7 agosto: A Place in this World[68];
- 10 agosto: This Love[69];
- 11 agosto: The Lucky One[70];
- 14 agosto: Invisible[71];
- 18 agosto: Breathe[72];
- 25 agosto: Better Man[73] (cover dei Little Big Town);
- 28 agosto: Jump Then Fall[74];
- 31 agosto: Begin Again[75];
- 1º settembre: Tied Together With a Smile[34];
- 8 settembre: The Story of Us[76];
- 15 settembre: Forever & Always[77];
- 18 settembre: Hey Stephen[78];
- 22 settembre: Speak Now[79];
- 29 settembre: Wonderland[80];
- 5 ottobre: White Horse[81];
- 19 ottobre: I Knew You Were Trouble[38];
- 26 ottobre: I'm Only Me When I'm with You[39];
- 6 novembre: Starlight[82];
- 20 novembre: I Know Places[83]

### Ospiti speciali
- 18 maggio: There's Nothing Holdin' Me Back con Shawn Mendes[46];
- 19 maggio: My My My! con Troye Sivan e Hands to Myself con Selena Gomez[42];
- 22 giugno: Slow Hands con Niall Horan[56];
- 23 giugno: Angels con Robbie Williams[57];
- 26 luglio: Curious con Hayley Kiyoko[51];
- 4 agosto: Summer of '69 con Bryan Adams[33];
- 25 agosto: Tim McGraw con Faith Hill e Tim McGraw[73];
- 5 ottobre: The Middle con Maren Morris[81];
- 6 ottobre: Babe con i Sugarland[43]

## Artisti d'apertura
La seguente lista rappresenta il numero correlato agli artisti d'apertura nella tabella delle date del tour.
- Camila Cabello = 1
- Charli XCX = 2
- Broods = 3

## Date
| Data              | Città           | Stato         | Luogo                         | Artisti d'apertura | Biglietti (venduti / disponibili) | Incasso      |
| Nord America      | Nord America    | Nord America  | Nord America                  | Nord America       | Nord America                      | Nord America |
| ----------------- | --------------- | ------------- | ----------------------------- | ------------------ | --------------------------------- | ------------ |
| 8 maggio 2018     | Glendale        | Stati Uniti   | University of Phoenix Stadium | 1 ; 2              | 59.157 / 59.157                   | $7.214.479   |
| 11 maggio 2018    | Santa Clara     | Stati Uniti   | Levi's Stadium                | 1 ; 2              | 107.550 / 107.550                 | $14.006.963  |
| 12 maggio 2018    | Santa Clara     | Stati Uniti   | Levi's Stadium                | 1 ; 2              | 107.550 / 107.550                 | $14.006.963  |
| 18 maggio 2018    | Pasadena        | Stati Uniti   | Rose Bowl                     | 1 ; 2              | 118.084 / 118.084                 | $16.251.980  |
| 19 maggio 2018    | Pasadena        | Stati Uniti   | Rose Bowl                     | 1 ; 2              | 118.084 / 118.084                 | $16.251.980  |
| 22 maggio 2018    | Seattle         | Stati Uniti   | CenturyLink Field             | 2                  | 56.021 / 56.021                   | $8.672.219   |
| 25 maggio 2018    | Denver          | Stati Uniti   | Sports Authority Field        | 1 ; 2              | 57.140 / 57.140                   | $7.926.366   |
| 1º giugno 2018    | Chicago         | Stati Uniti   | Soldier Field                 | 1 ; 2              | 105.208 / 105.208                 | $14.576.697  |
| 2 giugno 2018     | Chicago         | Stati Uniti   | Soldier Field                 | 1 ; 2              | 105.208 / 105.208                 | $14.576.697  |
| Europa            |                 |               |                               |                    |                                   |              |
| 8 giugno 2018     | Manchester      | Regno Unito   | Etihad Stadium                | 1 ; 2              | 77.258 / 77.258                   | $6.169.724   |
| 9 giugno 2018     | Manchester      | Regno Unito   | Etihad Stadium                | 1 ; 2              | 77.258 / 77.258                   | $6.169.724   |
| 15 giugno 2018    | Dublino         | Irlanda       | Croke Park                    | 1 ; 2              | 133.034 / 133.034                 | $8.567.769   |
| 16 giugno 2018    | Dublino         | Irlanda       | Croke Park                    | 1 ; 2              | 133.034 / 133.034                 | $8.567.769   |
| 22 giugno 2018    | Londra          | Regno Unito   | Stadio di Wembley             | 1 ; 2              | 143.427 / 143.427                 | $12.214.933  |
| 23 giugno 2018    | Londra          | Regno Unito   | Stadio di Wembley             | 1 ; 2              | 143.427 / 143.427                 | $12.214.933  |
| Nord America      |                 |               |                               |                    |                                   |              |
| 30 giugno 2018    | Louisville      | Stati Uniti   | Papa John's Cardinal Stadium  | 1 ; 2              | 52.138 / 52.138                   | $4.928.219   |
| 7 luglio 2018     | Columbus        | Stati Uniti   | Ohio Stadium                  | 1 ; 2              | 62.897 / 62.897                   | $6.606.529   |
| 10 luglio 2018    | Landover        | Stati Uniti   | FedExField                    | 1 ; 2              | 95.672 / 95.672                   | $11.396.004  |
| 11 luglio 2018    | Landover        | Stati Uniti   | FedExField                    | 1 ; 2              | 95.672 / 95.672                   | $11.396.004  |
| 13 luglio 2018    | Filadelfia      | Stati Uniti   | Lincoln Financial Field       | 1 ; 2              | 107.378 / 107.378                 | $11.951.047  |
| 14 luglio 2018    | Filadelfia      | Stati Uniti   | Lincoln Financial Field       | 1 ; 2              | 107.378 / 107.378                 | $11.951.047  |
| 17 luglio 2018    | Cleveland       | Stati Uniti   | FirstEnergy Stadium           | 1 ; 2              | 51.323 / 51.323                   | $5.148.757   |
| 20 luglio 2018    | East Rutherford | Stati Uniti   | MetLife Stadium               | 1 ; 2              | 165.654 / 165.654                 | $22.031.386  |
| 21 luglio 2018    | East Rutherford | Stati Uniti   | MetLife Stadium               | 1 ; 2              | 165.654 / 165.654                 | $22.031.386  |
| 22 luglio 2018    | East Rutherford | Stati Uniti   | MetLife Stadium               | 1 ; 2              | 165.654 / 165.654                 | $22.031.386  |
| 26 luglio 2018    | Foxborough      | Stati Uniti   | Gillette Stadium              | 1 ; 2              | 174.764 / 174.764                 | $21.779.846  |
| 27 luglio 2018    | Foxborough      | Stati Uniti   | Gillette Stadium              | 1 ; 2              | 174.764 / 174.764                 | $21.779.846  |
| 28 luglio 2018    | Foxborough      | Stati Uniti   | Gillette Stadium              | 1 ; 2              | 174.764 / 174.764                 | $21.779.846  |
| 3 agosto 2018     | Toronto         | Canada        | Rogers Centre                 | 1 ; 2              | 100.310 / 100.310                 | $11.177.000  |
| 4 agosto 2018     | Toronto         | Canada        | Rogers Centre                 | 1 ; 2              | 100.310 / 100.310                 | $11.177.000  |
| 7 agosto 2018     | Pittsburgh      | Stati Uniti   | Heinz Field                   | 1 ; 2              | 56.445 / 56.445                   | $6.230.876   |
| 10 agosto 2018    | Atlanta         | Stati Uniti   | Mercedes-Benz Stadium         | 1 ; 2              | 116.746 / 116.746                 | $18.089.415  |
| 11 agosto 2018    | Atlanta         | Stati Uniti   | Mercedes-Benz Stadium         | 1 ; 2              | 116.746 / 116.746                 | $18.089.415  |
| 14 agosto 2018    | Tampa           | Stati Uniti   | Raymond James Stadium         | 1 ; 2              | 55.909 / 55.909                   | $7.244.264   |
| 18 agosto 2018    | Miami Gardens   | Stati Uniti   | Hard Rock Stadium             | 1 ; 2              | 47.818 / 47.818                   | $7.072.164   |
| 25 agosto 2018    | Nashville       | Stati Uniti   | Nissan Stadium                | 1 ; 2              | 56.112 / 56.112                   | $9.007.179   |
| 28 agosto 2018    | Detroit         | Stati Uniti   | Ford Field                    | 1 ; 2              | 49.464 / 49.464                   | $6.597.852   |
| 31 agosto 2018    | Minneapolis     | Stati Uniti   | U.S. Bank Stadium             | 1 ; 2              | 98.774 / 98.774                   | $10.242.024  |
| 1º settembre 2018 | Minneapolis     | Stati Uniti   | U.S. Bank Stadium             | 1 ; 2              | 98.774 / 98.774                   | $10.242.024  |
| 8 settembre 2018  | Kansas City     | Stati Uniti   | Arrowhead Stadium             | 1 ; 2              | 58.611 / 58.611                   | $6.730.137   |
| 15 settembre 2018 | Indianapolis    | Stati Uniti   | Lucas Oil Stadium             | 1 ; 2              | 55.729 / 55.729                   | $6.531.245   |
| 18 settembre 2018 | Saint Louis     | Stati Uniti   | The Dome at America's Center  | 1 ; 2              | 47.831 / 47.831                   | $4.884.054   |
| 22 settembre 2018 | New Orleans     | Stati Uniti   | Mercedes-Benz Superdome       | 1 ; 2              | 53.172 / 53.172                   | $6.491.546   |
| 29 settembre 2018 | Houston         | Stati Uniti   | NRG Stadium                   | 1 ; 2              | 53.800 / 53.800                   | $9.530.275   |
| 5 ottobre 2018    | Arlington       | Stati Uniti   | AT&T Stadium                  | 1 ; 2              | 105.002 / 105.002                 | $15.006.157  |
| 6 ottobre 2018    | Arlington       | Stati Uniti   | AT&T Stadium                  | 1 ; 2              | 105.002 / 105.002                 | $15.006.157  |
| Oceania           |                 |               |                               |                    |                                   |              |
| 19 ottobre 2018   | Perth           | Australia     | Optus Stadium                 | 2 ; 3              | 50.981 / 50.981                   | $4.153.658   |
| 26 ottobre 2018   | Melbourne       | Australia     | Marvel Stadium                | 2 ; 3              | 63.027 / 63.027                   | $6.755.570   |
| 2 novembre 2018   | Sydney          | Australia     | ANZ Stadium                   | 2 ; 3              | 72.805 / 72.805                   | $7.686.563   |
| 6 novembre 2018   | Brisbane        | Australia     | Brisbane Cricket Ground       | 2 ; 3              | 43.907 / 43.907                   | $4.338.125   |
| 9 novembre 2018   | Auckland        | Nuova Zelanda | Mount Smart Stadium           | 2 ; 3              | 35.749 / 35.749                   | $3.617.593   |
| Asia              |                 |               |                               |                    |                                   |              |
| 20 novembre 2018  | Tokyo           | Giappone      | Tokyo Dome                    | 2                  | 100.109 / 100.109                 | $14.859.847  |
| 21 novembre 2018  | Tokyo           | Giappone      | Tokyo Dome                    | 2                  | 100.109 / 100.109                 | $14.859.847  |
| Totale            | Totale          | Totale        | Totale                        | Totale             | 2.882.897 / 2.882.897 (100%)      | $345.508.470 |